# Altmittweida
Altmittweida ist eine Gemeinde in Waldhufendorfform im Landkreis Mittelsachsen in Sachsen. Sie liegt etwa einen Kilometer südlich der Stadt Mittweida.

## Geographie
Altmittweida liegt am Gottesaubach, der in die Zschopau mündet. Angrenzende Gemeinden sind Lichtenau, Claußnitz, Königshain-Wiederau und die Stadt Mittweida. Durch Altmittweida verläuft die Staatsstraße S 241.

## Geschichte
Das langgestreckte Waldhufendorf, welches damals die Fluren des späteren Altmittweida und Mittweida umfasste, wurde nach 1160 gegründet. Der Name bezeichnet eine Siedlung mitten in einer (Wald-)Weide. Der Zusatz Alt- wurde notwendig, als sich der nördliche Teil um die Mittweidaer Kirche und den Adelssitz im 13. Jahrhundert zur Stadt Mittweida entwickelte. Erstmals wurde Mittweida im Jahr 1286 als Stadt erwähnt. Im Jahr 1350 wurde das nun selbstständige Dorf Altmittweida als „antiqua Miteweide“ erwähnt. Im Jahr 1485 erhielt Altmittweida ein Gotteshaus, das vermutlich auf den Fundamenten einer vor 1250 gebauten romanischen Kirche errichtet wurde. Sie gehörte bis zur Reformation zum Archidiakonat Zschillen. Das heutige Gebäude entstand in den Jahren 1738–1743 nach einem Brand. Der an Mittweida grenzende untere Ortsteil ist bis heute nach Mittweida gepfarrt.
Bezüglich der Grundherrschaft war Altmittweida bis ins 19. Jahrhundert geteilt. Um 1548 war ein Teil Amtsdorf im Amt Rochlitz, ein zweiter Anteil gehörte zum Rittergut Neusorge, ein dritter Teil der Pfarre Ottendorf und der vierte Anteil dem Rat zu Mittweida. Um 1764 sind nur noch der Rochlitzer Amtsanteil und der Neusorger Rittergutsanteil belegt. Aufgrund dieser verschiedenen Grundherrschaften gehörte Altmittweida bis Mitte des 19. Jahrhunderts anteilig zum Amt Rochlitz und zur Herrschaft Neusorge, welche ab 1610 zum Amt Augustusburg gehörte. Ab 1836 unterstand der Ort dem Amt Frankenberg-Sachsenburg. Im Jahr 1856 wurde Altmittweida dem Gerichtsamt Mittweida und 1875 der Amtshauptmannschaft Rochlitz zugeteilt.
Durch die zweite Kreisreform in der DDR im Jahr 1952 wurde Altmittweida dem Kreis Hainichen im Bezirk Chemnitz (1953 in Bezirk Karl-Marx-Stadt umbenannt) zugeteilt, der 1990 als sächsischer Landkreis Hainichen fortgeführt wurde und 1994 im Landkreis Mittweida bzw. 2008 im Landkreis Mittelsachsen aufging.

### Einwohnerentwicklung
Am 3. Oktober 1990 zählte Altmittweida 1937 Einwohner.
Folgende Einwohnerzahlen beziehen sich jeweils auf den 31. Dezember des voranstehenden Jahres:
| Jahr | Einwohner |
| ---- | --------- |
| 1998 | 2218      |
| 1999 | 2228      |
| 2000 | 2199      |
| 2001 | 2171      |
| 2002 | 2159      |

| Jahr | Einwohner |
| ---- | --------- |
| 2003 | 2146      |
| 2004 | 2132      |
| 2005 | 2100      |
| 2006 | 2077      |
| 2007 | 2081      |

| Jahr | Einwohner |
| ---- | --------- |
| 2012 | 1989      |
| 2013 | 1961      |
| 2014 | 1942      |
| 2015 | 1932      |
| 2016 | 1924      |

| Jahr | Einwohner |
| ---- | --------- |
| 2017 | 1908      |
| 2018 | 1908      |

Quelle: Statistisches Landesamt des Freistaates Sachsen

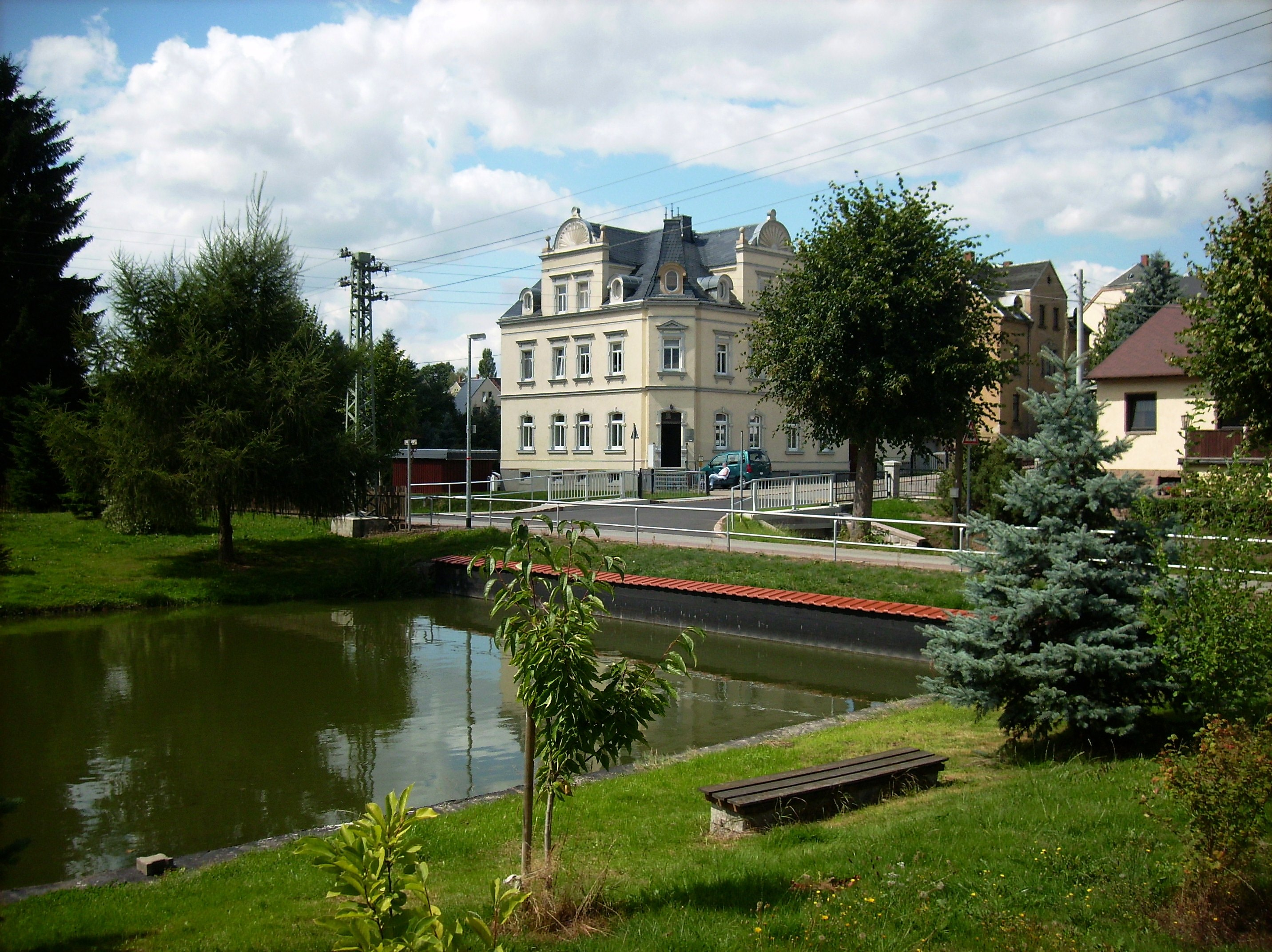
Teich

## Politik

### Gemeinderat
Seit der Gemeinderatswahl am 9. Juni 2024 verteilen sich die Sitze im Gemeinderat wie nebenstehend. Ergebnisse früherer Wahlen sind tabellarisch aufgelistet.
Im November 2021 ist ein Mitglied der AfD aus dem Gemeinderat ausgeschieden. Da keine Ersatzperson aus der Gemeinderatswahl von 2019 zur Verfügung stand, bestand der Gemeinderat danach nur aus zwölf Personen.
| Gemeinderat ab 2024Insgesamt 14 Sitze - SPD: 1 - FWM: 1 - CDU: 8 - AfD: 4 | Liste                            | 2024   | 2024   | 2019   | 2019   | 2014   | 2014   |
| Gemeinderat ab 2024Insgesamt 14 Sitze - SPD: 1 - FWM: 1 - CDU: 8 - AfD: 4 | Liste                            | Sitze  | in %   | Sitze  | in %   | Sitze  | in %   |
| Gemeinderat ab 2024Insgesamt 14 Sitze - SPD: 1 - FWM: 1 - CDU: 8 - AfD: 4 | CDU                              | 8      | 52,5   | 7      | 45,4   | 10     | 64,3   |
| Gemeinderat ab 2024Insgesamt 14 Sitze - SPD: 1 - FWM: 1 - CDU: 8 - AfD: 4 | AfD                              | 4      | 27,9   | 2      | 21,3   | –      | –      |
| Gemeinderat ab 2024Insgesamt 14 Sitze - SPD: 1 - FWM: 1 - CDU: 8 - AfD: 4 | Freie Wähler Mittelsachsen e. V. | 1      | 10,1   | –      | –      | –      | –      |
| Gemeinderat ab 2024Insgesamt 14 Sitze - SPD: 1 - FWM: 1 - CDU: 8 - AfD: 4 | SPD                              | 1      | 9,5    | 1      | 7,8    | 1      | 9,6    |
| Gemeinderat ab 2024Insgesamt 14 Sitze - SPD: 1 - FWM: 1 - CDU: 8 - AfD: 4 | Linke                            | –      | –      | 1      | 10,4   | 2      | 14,8   |
| Gemeinderat ab 2024Insgesamt 14 Sitze - SPD: 1 - FWM: 1 - CDU: 8 - AfD: 4 | Bürger für Altmittweida          | –      | –      | 1      | 7,6    | –      | –      |
| Gemeinderat ab 2024Insgesamt 14 Sitze - SPD: 1 - FWM: 1 - CDU: 8 - AfD: 4 | FDP                              | –      | –      | 1      | 7,5    | 1      | 11,4   |
| Gemeinderat ab 2024Insgesamt 14 Sitze - SPD: 1 - FWM: 1 - CDU: 8 - AfD: 4 | Wahlbeteiligung                  | 74,8 % | 74,8 % | 68,0 % | 68,0 % | 59,3 % | 59,3 % |

### Bürgermeister
Im Mai 2011 wurde Jens-Uwe Miether zum Nachfolger von Hans Steinhoff als Bürgermeister gewählt. 2018 und 2025 wurde Miether im Amt bestätigt.
| Wahl | Bürgermeister    | Vorschlag               | Wahlergebnis (in %) |
| ---- | ---------------- | ----------------------- | ------------------- |
| 2025 | Jens-Uwe Miether | Bürger für Altmittweida | 98,1                |
| 2018 | Jens-Uwe Miether | Bürger für Altmittweida | 67,4                |
| 2011 | Jens-Uwe Miether | Bürger für Altmittweida | 68,7                |
| 2008 | Hans Steinhoff   | Steinhoff               | 98,1                |
| 2001 | Hans Steinhoff   | F.D.P.                  | 97,3                |

### Wappen
Blasonierung: „Über einen grünen Bogenschildfuß mit drei Tannen in Gold springendes Pferd.“ Das heutige Wappen entstand als Ortssiegel um 1900. Es symbolisiert das im Wald gelegene Bauerndorf mit seinen Weideflächen und mit dem Pferd als Symbol für den Bauernstand.

## Kultur und Sehenswürdigkeiten

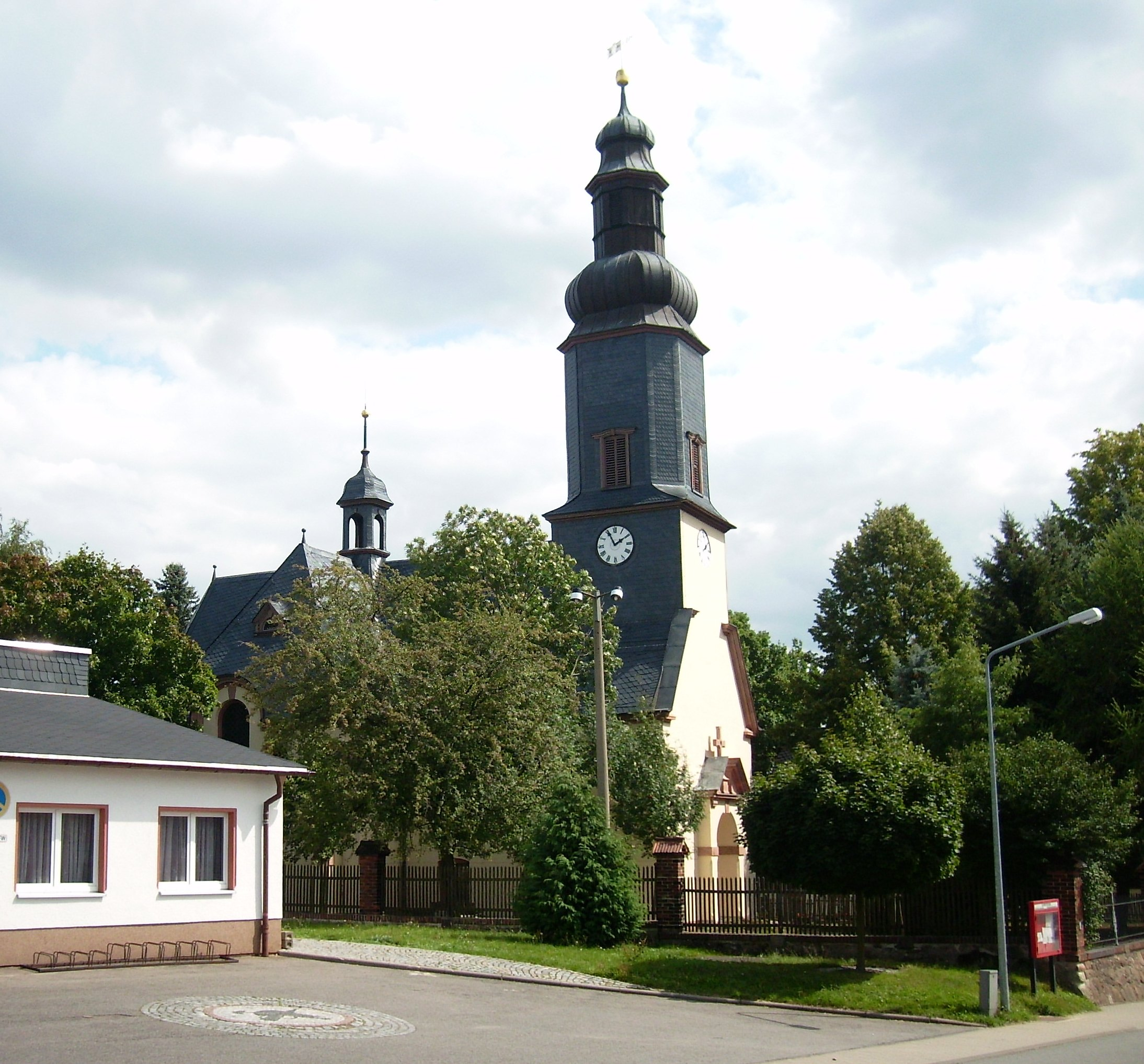
Kirche

### Kirche
1739 wurde die Barockkirche erbaut, nachdem ein Jahr zuvor der Vorgängerbau bis auf den Turm abbrannte. Die Turmkrone wurde 1743 fertiggestellt.

## Wirtschaft und Infrastruktur

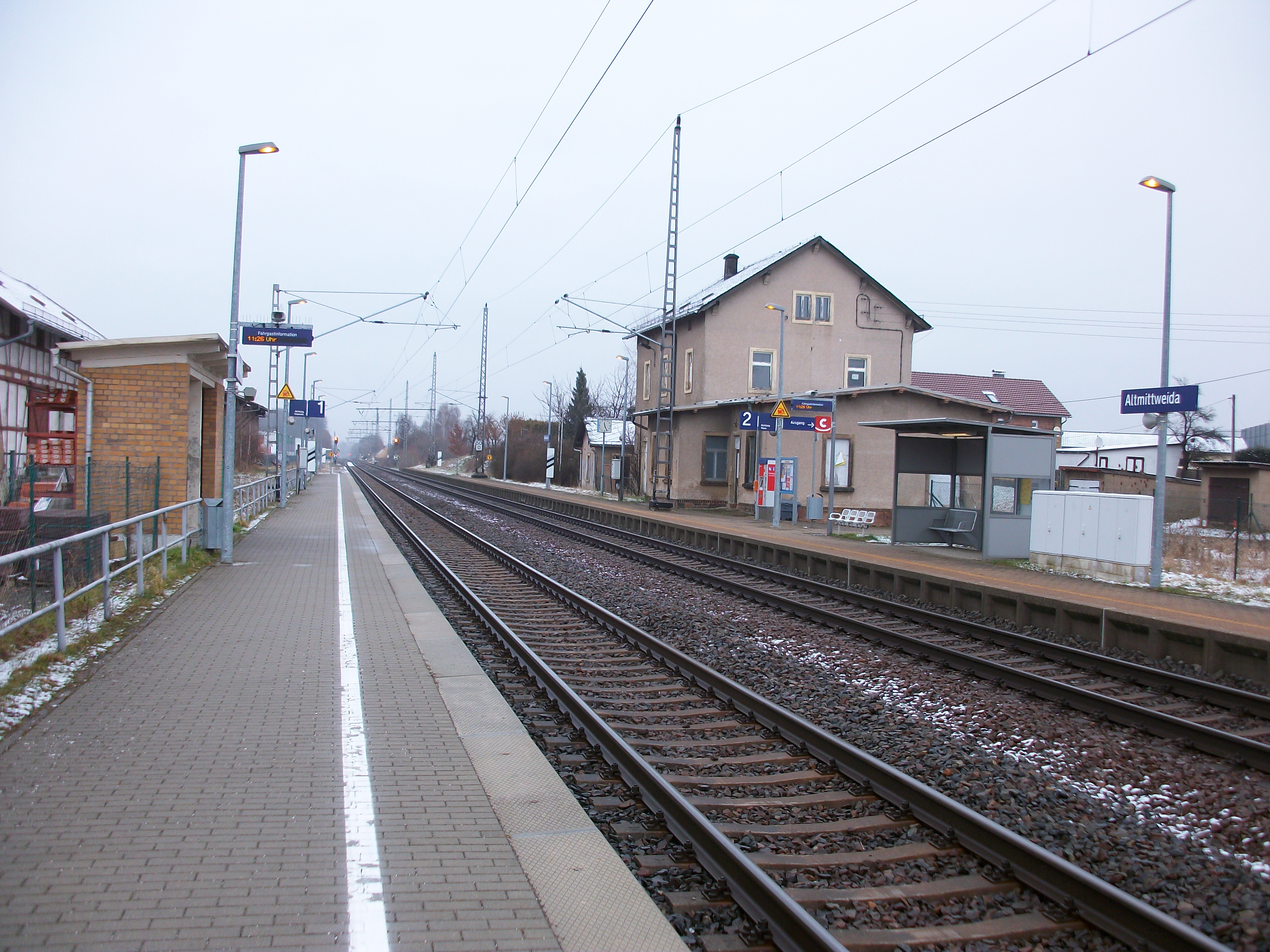
Haltepunkt Altmittweida (2016)

Altmittweida liegt an der Bahnstrecke Riesa–Chemnitz und wird von Mittweida und Chemnitz aus mit stündlich verkehrenden Regionalbahnen der City-Bahn Chemnitz (Linie C14) bedient.
Die nächste Autobahnanschlussstelle ist Chemnitz-Ost an der Bundesautobahn 4 Erfurt–Dresden, sieben Kilometer südlich gelegen. An der Staatsstraße S 200 befindet sich ein Gewerbegebiet.
Altmittweida besitzt den Kindergarten Bienenkorb, eine Grundschule und ein Freibad.

## Schule

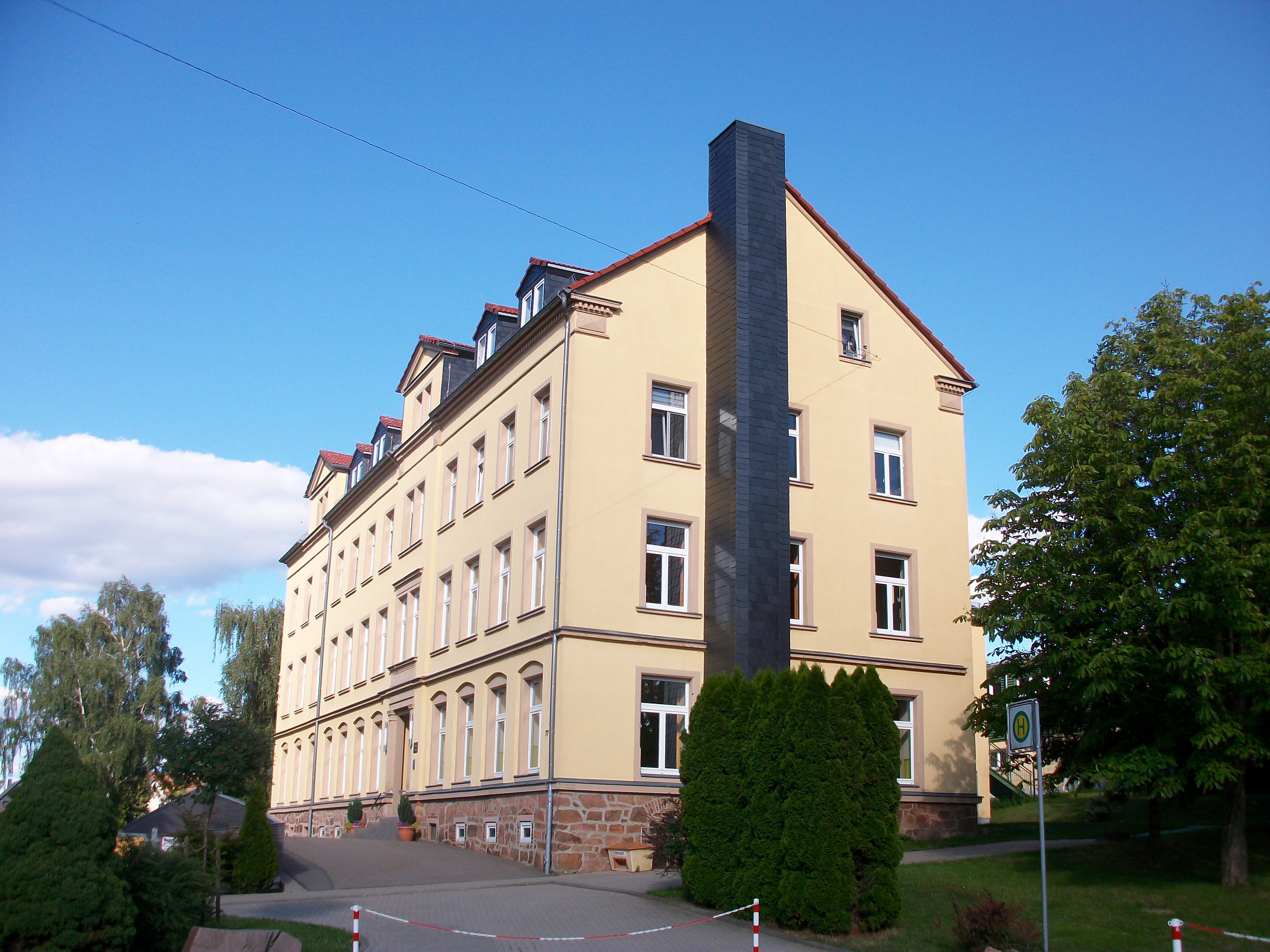
Grundschule Altmittweida

Die Grundschule Altmittweida besitzt eine angrenzende Turnhalle, in der außer dem Schulsport auch Geräteturnen, Tischtennis und Volleyball stattfinden. In der Schule wird jeweils eine Klasse der Klassenstufen 1 bis 4 unterrichtet. Die Schule arbeitet eng mit dem Kindergarten zusammen.

## Persönlichkeiten
- Max Saupe (1889–1945), Politiker (KPD), geboren in Altmittweida
- Werner Krenkel (1926–2015), Philologe
- Manfred Grätz (* 1935), Generalleutnant, Stellvertretender Minister für Nationale Verteidigung der DDR und Chef des Hauptstabes der Nationalen Volksarmee
- Karl Kaminski (1940–1978), Bahnradsportler